# Mr. Graversen
|  | Denne artikel er oprettet af botten Steenthbot ud fra en ekstern database. Den kan derfor have sproglige fejl eller mangler. Denne skabelon kan fjernes efter kontrol af indholdet. |

Mr. Graversen er en dansk dokumentarfilm fra 2022 instrueret af Michael Graversen.

## Handling
Da Michael besøger sit barndomshjem i Grindsted, mødes han af en forvandlet far. Fri fra et årelangt misbrug af alkohol og sløvende piller er Svend-Aage pludselig fuld af energi. Den gamle kludekræmmer genopliver sin passion for tøj og er fast besluttet på at vinde sin kones kærlighed tilbage. I årenes løb er hun dog blevet mere optaget af hunden Lexus og har svært ved at lukke sin mand ind i sit liv igen – til trods for talrige akavede forsøg fra Svend-Aage. Men da huset sættes til salg, og et helt livs sirligt arkiverede minder pakkes ned i kasser, træder konturerne af et familietraume frem. Svend-Aage øjner chancen for at tage hånd om fortidens svigt og griber muligheden for en ny chance i livet.

## Medvirkende
- Svend-Aage Graversen
- Astrid Graversen